# Southeast European Times
Саутист јуропијан тајмс (енгл. Southeast European Times), познатији и као СЕТ (енгл. SET), веб-сајт је под покровитељством Америчког министарства одбране конципиран као подршка Резолуцији 1244 УН. SET покрива информативне вести са подручја Албаније, Босне и Херцеговине, Бугарске, Грчке, Македоније, Румуније, Србије, Турске, Хрватске и Црне Горе.
Покретање овог програма започето је октобра 1999. као Балкан инфо, да би се у мају 2001. преименовао у Балкан тајмс. Под данашњим именом послује од октобра 2002.
Поред српске латинице, вести се могу прочитати и на албанском, македонском, бошњачком, бугарском, грчком, турском, румунсом, хрватском и еннглеком језиику.
Примарна адреса сајта је www.setimes.com, мада се подацима може приступити и са balkan-info.com и balkantimes.com Архивирано на веб-сајту  (16. новембар 2001).